# دبليو 69 (قنبلة نووية)
دبليو 69 هو رأس حربي نووي أمريكي يستخدم في صواريخ قصيرة المدى.
تم تصميمه في أوائل السبعينات من القرن العشرين ودخل المخزون الأمريكي في عام 1972. وظل في الخدمة حتى عام 1992 وتم إنتاج حوالي 1500 قنبلة.
بحلول عام 1999 تم تفكيك جميع الرؤوس الحربية وايضاً تمت إزالة المواد شديدة الانفجار من حول حفر البلوتونيوم ووضع الحفر في مخزن آمن. وتم نقل مكونات غير نووية إلى موقع نهر سافانا وإلى حرم الأمن الوطني.